# Óxido de cério(III)
O óxido de cério(III) ou Ce2O3, é um óxido metálico derivado do cério, obtido mediante a redução do óxido de cério(IV) com hidrogênio a 1.400 °C (1.673 K, 2.552 °F).

## Aplicações

### Uso como catalisador de gases em combustão
Os óxidos de cério são usados como catalisadores para reduzir as emissões de gás dos automóveis. Quando escasseia o óxido de cério(IV), reduz-se mediante o monóxido de carbono (CO) do veículo a óxido de cério(III):
{\displaystyle \displaystyle \mathrm {2\ CeO_{2}+\ CO\longrightarrow \ Ce_{2}O_{3}+\ CO_{2}} }
Quando há um excesso de oxigênio, o processo é invertido e o óxido de cério(III) converte-se em óxido de cério(IV):
{\displaystyle \displaystyle \mathrm {2\ Ce_{2}O_{3}+O_{2}\longrightarrow 4\ CeO_{2}} }

### Uso na decomposição da água
O ciclo óxido de cério(III)-óxido de cério(IV) é um ciclo termoquímico de dois passos que permite a decomposição da água para a obtenção de hidrogênio.

### Uso na iluminação
O óxido de cério(III) juntamente com o óxido de estanho (SnO), é usado para a iluminação com luz ultravioleta. Esta absorve a luz com uma longitude de onda de 320 nm e emite a luz com uma longitude de onda de 412 nm. Infelizmente, a combinação destes compostos é pouco habitual e somente com um esforço considerável é produzida em um laboratório.